# Karaton
Karaton o Caratón (... – Casteldebole, 30 ottobre 1944) fu il nome di battaglia di un ufficiale sovietico caduto nella Guerra di Liberazione italiana, i cui dati anagrafici sono rimasti ignoti.

## Biografia
Fu portato in Italia dai tedeschi dopo essere stato fatto prigioniero in Unione Sovietica. Insieme a un gruppo di compatrioti riuscì a fuggire e ad aggregarsi alla Brigata Partigiana Stella Rossa. Fu a capo del gruppo che contrastò i nazisti a Monte Caprara tra il 29 e il 30 settembre 1944, durante il rastrellamento che si concluse con la strage di Marzabotto.
Sfuggito ai tedeschi, nei giorni successivi fu vicecomandante della 63ª Brigata Garibaldi "Bolero". Morì nella battaglia di Casteldebole il 30 ottobre dello stesso anno.
Alla sua memoria è intitolata una strada di Bologna.